# Raimundo Bezerra
Raimundo Coelho Bezerra de Farias (Crateús, 26 de outubro de 1936 — São Paulo, 15 de outubro de 1998) foi um político brasileiro. Seus pais foram Joaquim Bezerra de Farias e Josefa Coelho Lima de Farias. Foi casado com Maria Selene (Sileni) Aguiar Bezerra de Farias, tendo cinco filhos e onze netos. Exerceu o mandato de deputado federal constituinte em 1988.
Cursou Medicina na Universidade Federal da Bahia (UFBA), no município de Salvador, durante 1955 a 1960.
Sua carreira como médico se iniciou no mesmo ano em que se formou, integrando o Instituto Nacional de Previdência Social (INPS) e o Instituto Nacional de Assistência Médica e Previdência Social (INAMPS), em sua cidade natal.
Em 1961, fez pós-graduação na Universidade de São Paulo (USP), formando-se no ano seguinte.
Entre 1969 e 1971, trabalhou como médico assistente na Universidade de Dusseldorf, na Alemanha.

## Carreira Política
Adentrou à vida pública através do Partido Democrático Social (PDS), pelo Ceará, buscando uma vaga para deputado estadual, em 1982.  No ano seguinte,  já empossado, Bezerra, foi vice-líder do PDS, Na Assembléia Legislativa do Ceará  e coordenador da bancada do partido, em 1984.
A partir de 1986, já pelo Partido do Movimento Democrático Brasileiro (PMDB), agora MDB, foi o primeiro-secretário da sigla.
No pleito de novembro de 1986, Raimundo Bezerra foi candidato a deputado federal constituinte pelo partido do PMDB. Eleito, assumiu o cargo eletivo em 1º de fevereiro de 1987, quando iniciou os trabalhos da Assembléia Nacional Constituinte (ANC).
Em 13 de julho de 1989, como presidente da Comissão de Saúde da Câmara, apresentou a Lei Orgânica de Assistência Social., a qual, viria a ser mais tarde, um dos moldes para o Sistema Único de Saúde
Nas eleições de  outubro de 1990, concorreu a  reeleição de  deputado federal, obtendo  a segunda suplência de seu partido.
Nas eleições de outubro de 1994 tentou ser eleito novamente deputado federal, porém obteve mais uma vez a suplência. Entre junho e novembro do ano seguindo,acabou  substituindo  Marcelo Teixeira, que que foi convidado para ocupar uma das secretarias do municipio  de Fortaleza, e por isso acabou tirando licença da Câmara.
Representou o Departamento Nacional de Obras Contra a Seca (DNOCS) na Hungria. Por esse fato, criou gosto pela área e começou a participar mais ativamente dela.
Ao final do Regime Militar, em 1985, houve uma sessão do Colégio Eleitoral que votou indiretamente quem seria o próximo presidente. Raimundo votou em Tancredo Neves, em virtude da coligação PMDB e pelos dissidentes do PDS. Tancredo venceu o pleito, mas nunca chegou a assumir a presidência, já que morreu logo após a eleição, fazendo com que seu vice-presidente, José Sarney, viesse a presidir o Brasil.

## Morte
Morreu no dia 15 de outubro de 1998 em São Paulo por causa de um câncer.